# Raibl

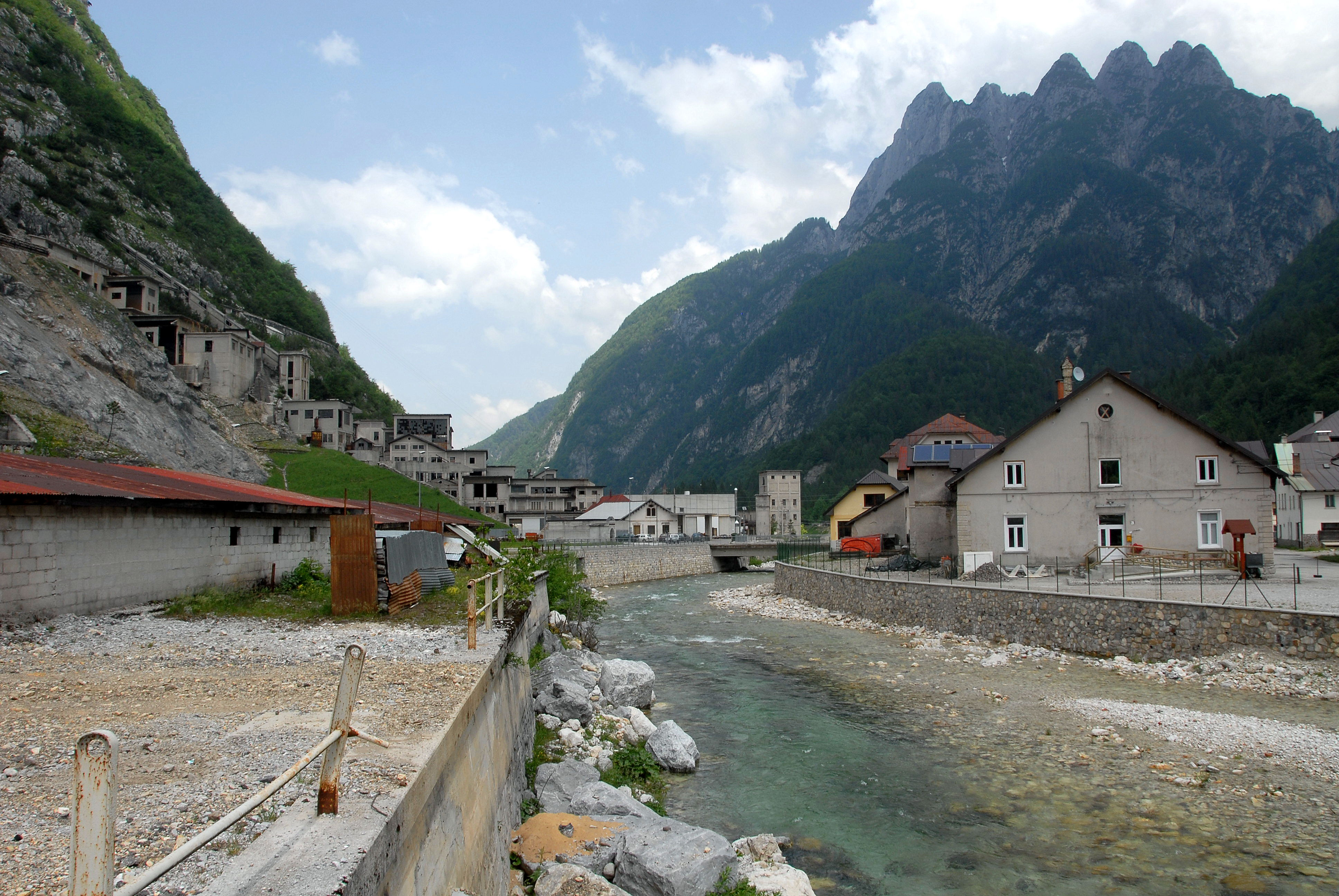
Cave del Predil am Seebach mit Fünfspitz

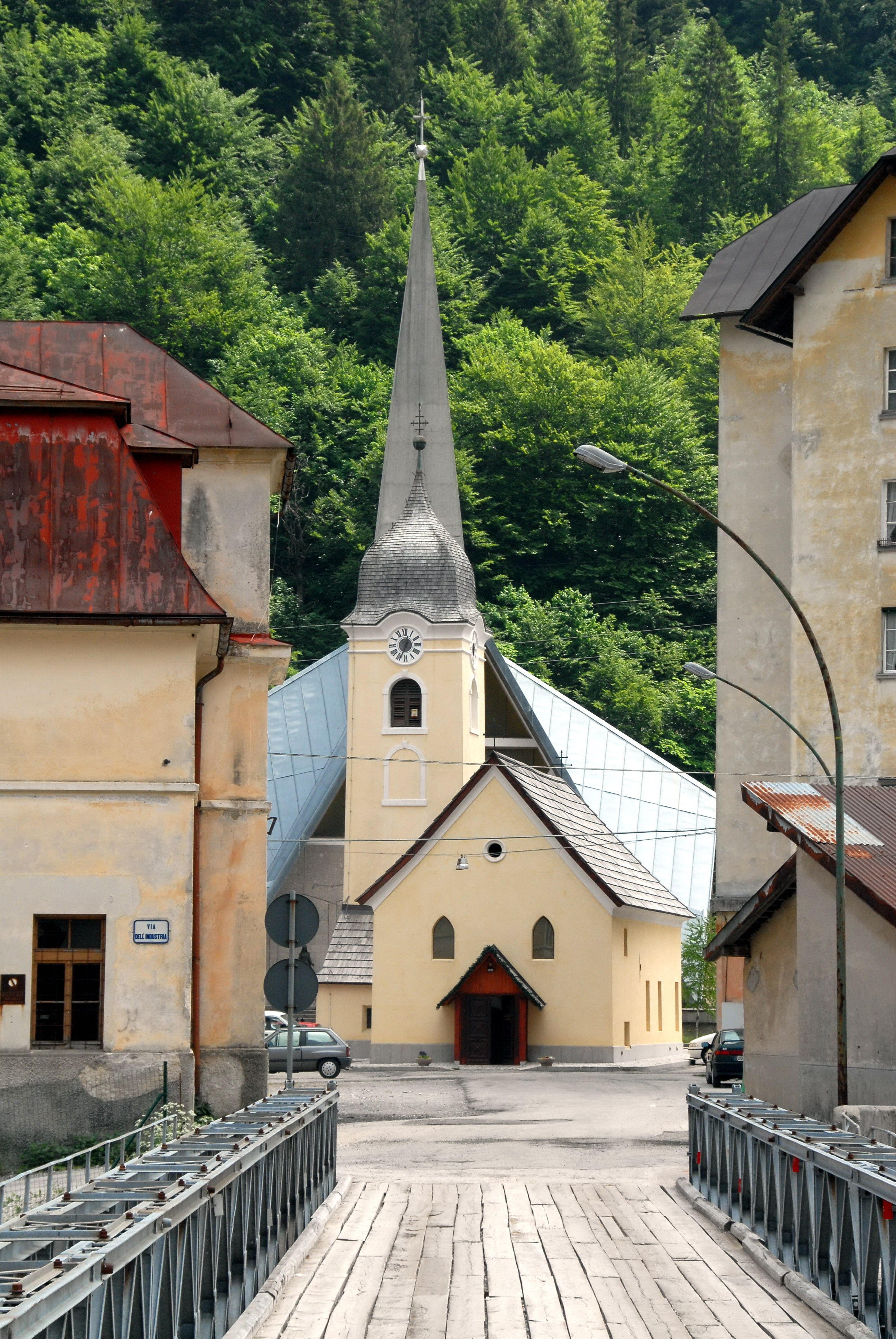
Kirche Sankt Anna

Raibl (italienisch: Cave del Predil, slowenisch: Rabelj) ist ein im Seebachtal gelegener Bergbauort 15 km südlich von Tarvis in der italienischen Region Friaul-Julisch Venetien. Der Ort ist ein Ortsteil der Gemeinde Tarvis.

## Geografie
Der Ort liegt auf 900 m Seehöhe und erhält sein Gepräge durch das 1991 stillgelegte Bleibergwerk. Bis zum Ende des Ersten Weltkriegs gehörte der Ort wie das gesamte Kanaltal zu Kärnten und war überwiegend deutschsprachig. Zudem hatte Raibl durch den Bergbau eine Minderheit an slowenischen Einwohnern, die aus dem Koritnica-Tal kommend durch den Tunnel unter dem Predilpass zur Arbeit gingen. 1918 fiel Raibl an Italien. Nach den Umsiedlungen unter Mussolini ist der Ort fast ausschließlich italienischsprachig. Cave del Predil ist heute eine Fraktion der Gemeinde Tarvis und hatte im Jahr 1968 noch 2100 Einwohner. Nach der Einstellung des Bergwerksbetriebes sank die Einwohnerzahl rapide, im Jahr 1999 lebten nur 450 Menschen im Ort.
Raibl ist der Ausgangspunkt der Straße über den Predilpass nach Bovec (deutsch: Flitsch) im slowenischen Sočatal sowie über den Neveasattel und das Raccolanatal nach Chiusaforte.
Raibl ist Ausgangspunkt zahlreicher Bergwanderungen in den westlichen Julischen Alpen (Kaningebiet, Montasch- und Wischberggruppe). Hausberg ist der 2122 m hohe Raibler Seekopf (Cima di Lago). Südlich des Ortes liegt der kalte, dunkle, bergumrahmte Raibler See (Lago del Predil). Ungefähr in der Mitte des Nordwestufers stand vor dem Ersten Weltkrieg das österreichische Raibler Seefort, das die Reichsgrenze sicherte, die durch das Seebachtal verlief.
Raibl ist mit dem slowenischen Ort Log pod Mangartom (deutsch ehemals: Mitter-Preth oder Breth) durch einen 5 km langen Stollen verbunden, der unter dem Predilpass durchführt, und durch den die Bergleute aus Log pod Mangartom früher zur Schicht ins Raibler Bergwerk fuhren. Im Ersten Weltkrieg diente er unter dem Namen Kaiser-Franz-Josef-Hilfsstollen auch zur Versorgung der Isonzofront.

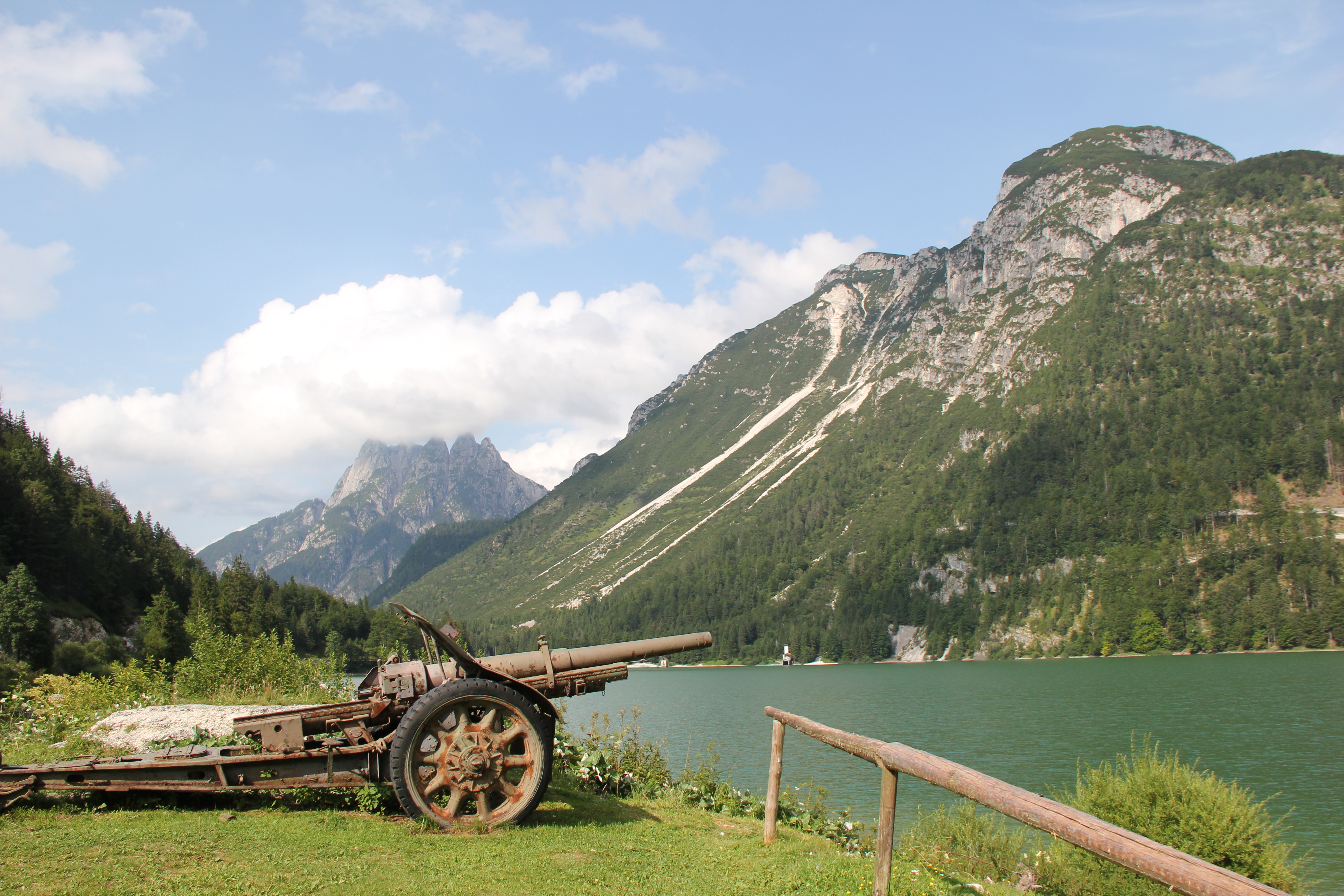
Lago del Predil
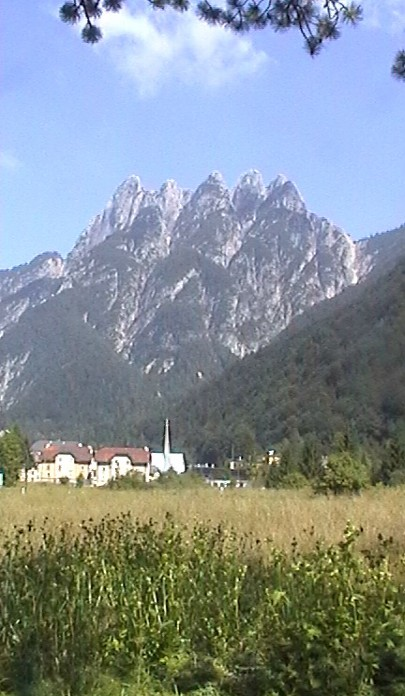
Der Fünfspitz bei Raibl
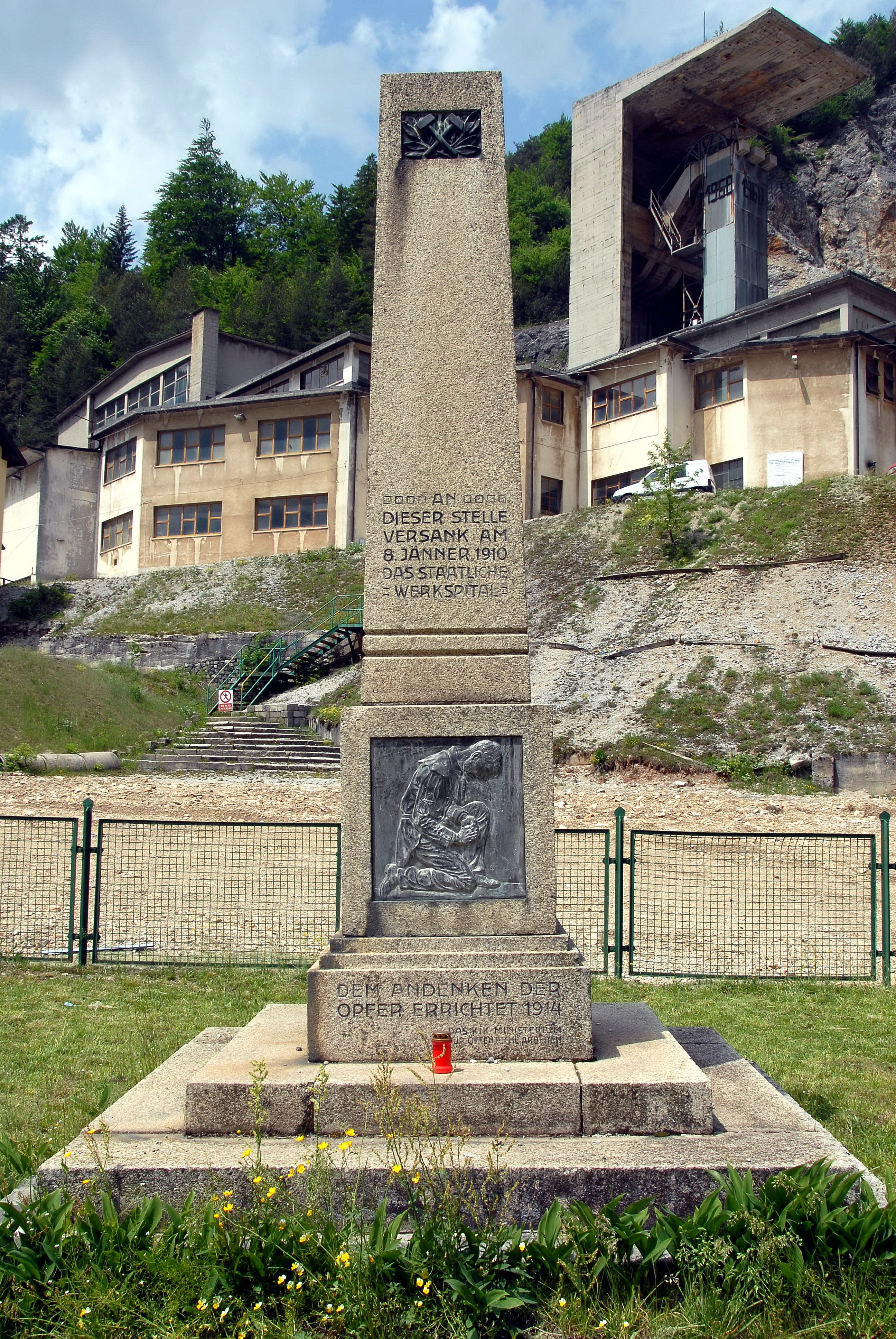
Gedenkstätte für die Krankenhaus-Katastrophe von 1910
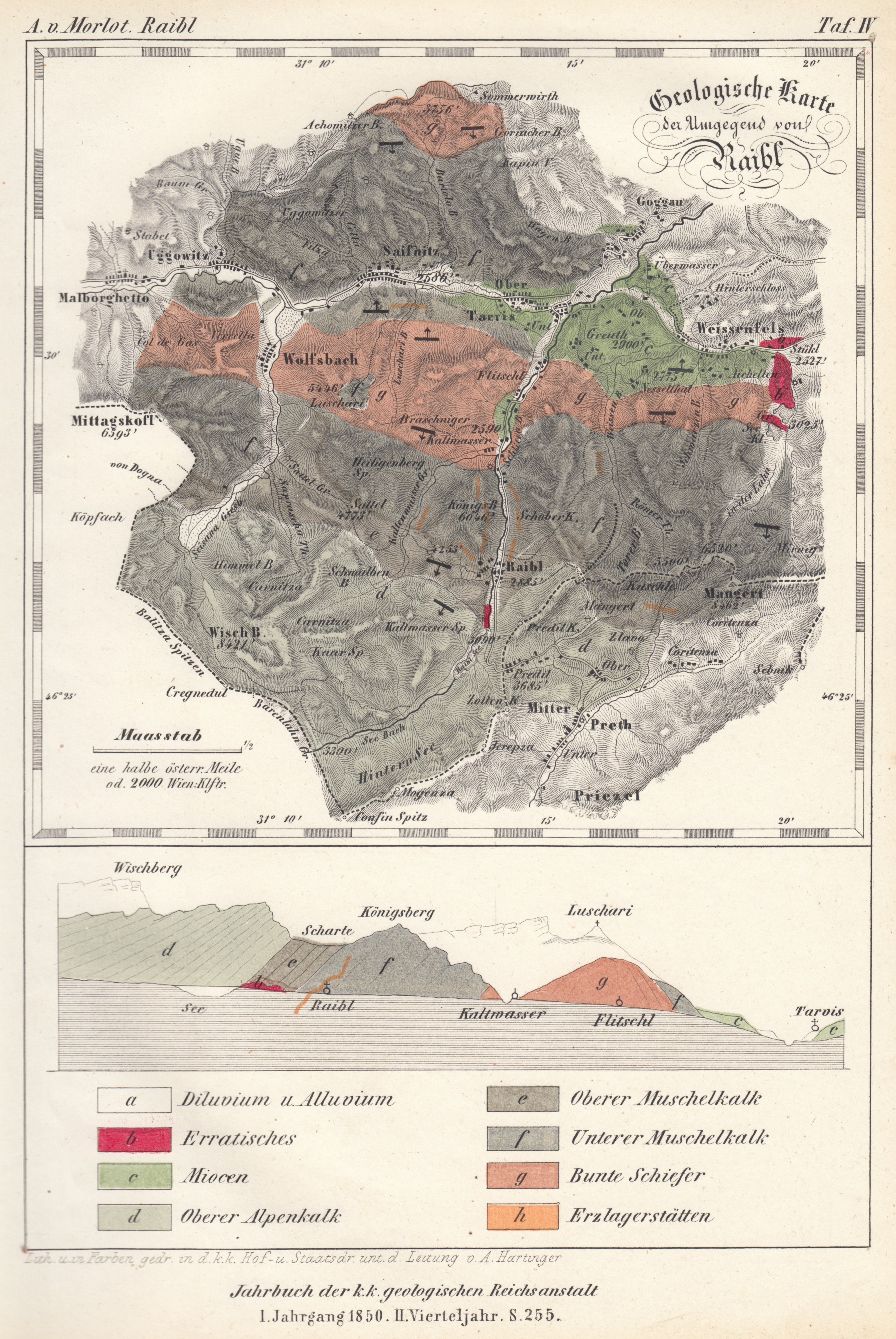
Historische geologische Karte der Umgebung von Raibl

## Geschichte
Die Gründung und der Name dieses Ortes gehen auf das Jahr 1320 in die Bamberger Zeit (Erzbistum Bamberg) zurück, als Friedrich der Schöne einer Gruppe von Bergleuten die Erlaubnis erteilte, in diesem Gebiet nach Mineralien zu schürfen. 1456 erwähnt ein Dokument einen gewissen Oswald Rabl, der dort Besitzungen besaß. Man nimmt an, dass die Siedlung nach ihm Raibl genannt wird.

### Bauwerke
Mitten im Bergwerksort steht die alte, fast verfallene, vom Bamberger Bischof Graf Georg III., im Jahre 1550 gestiftete St.-Anna-Kirche. Im Jahre 1969 wurde in der Nähe eine neue Kirche errichtet. Am westlichen Ausgang des Ortes liegt der für die Toten des Ersten Weltkrieges errichtete Soldatenfriedhof. Am Predilpass wurde vom Kaiser Ferdinand I. das Löwendenkmal für die Verteidigung des Forts durch Hauptmann Johann Hermann von Hermansdorf und seiner Besatzung am 18. Mai 1809 gegen die Franzosen errichtet.

### Unglück von 1910
Am 8. Jänner 1910 stürzten Teile eines Bergwerks ein. An der Erdoberfläche öffnete sich dadurch ein Krater, in dem das Krankenhaus von Raibl buchstäblich verschwand. Von acht Personen, die sich in dem Gebäude befanden, überlebte nur ein 14-Jähriger das Unglück.

### Söhne und Töchter des Orts
- Giuseppe Wulz (1843–1918), Fotograf.

## Museen
Im Ort kann ein Bergbaumuseum sowie ein Militärmuseum besichtigt werden.

## Geologie
Mit Raibler Schichten bezeichnet man eine bestimmte Form der Schichtenabfolge in Gesteinen, die ihre Typlokalität bei diesem Ort haben und ein Fachausdruck aus der Geologie sind (siehe z. B. Naturpark Puez-Geisler).